# Vòng loại Giải vô địch bóng đá thế giới 2026 – Khu vực châu Âu
Khu vực châu Âu của vòng loại Giải vô địch bóng đá thế giới 2026 sẽ đóng vai trò là vòng loại cho Giải vô địch bóng đá thế giới 2026 – được tổ chức tại Canada, Hoa Kỳ và México – dành cho các đội tuyển quốc gia là thành viên của Liên đoàn bóng đá châu Âu (UEFA). Tổng cộng có 16 suất tham dự vòng chung kết có sẵn dành cho các đội tuyển thuộc UEFA.

## Các đội tuyển tham gia
Tất cả 55 đội tuyển quốc gia trực thuộc UEFA đều được tham gia vòng loại. Tuy nhiên, Nga đã bị cấm  tham dự các giải đấu của FIFA và UEFA vào ngày 28 tháng 2 năm 2022 do cuộc xâm lược của Nga vào Ukraina.
- Albania
- Andorra
- Armenia
- Áo
- Azerbaijan
- Belarus
- Bỉ
- Bosna và Hercegovina
- Bulgaria
- Croatia
- Síp
- Séc
- Đan Mạch
- Anh
- Estonia
- Quần đảo Faroe
- Phần Lan
- Pháp
- Gruzia
- Đức
- Gibraltar
- Hy Lạp
- Hungary
- Iceland
- Israel
- Ý
- Kazakhstan
- Kosovo
- Latvia
- Liechtenstein
- Litva
- Luxembourg
- Malta
- Moldova
- Montenegro
- Hà Lan
- Bắc Macedonia
- Bắc Ireland
- Na Uy
- Ba Lan
- Bồ Đào Nha
- Cộng hòa Ireland
- România
- Nga (bị cấm thi đấu)
- San Marino
- Scotland
- Serbia
- Slovakia
- Slovenia
- Tây Ban Nha
- Thụy Điển
- Thụy Sĩ
- Thổ Nhĩ Kỳ
- Ukraina
- Wales

## Thể thức
Do số luọng suất tham dự vòng chung kết được phân bổ cho UEFA tăng từ 13 lên 16 suất, thể thức vòng loại đã được điều chỉnh so với chu kỳ trước đó. Theo thể thức được Ủy ban điều hành UEFA đề xuất với FIFA và đã được chấp thuận vào ngày 28 tháng 6 năm 2023, cấu trúc cho vòng loại như sau:
- Vòng 1 (vòng bảng): Các đội được chia thành 12 bảng với bốn hoặc năm đội, thi đấu với nhau theo thể thức sân nhà và sân khách. Các đội nhất bảng giành quyền tham dự World Cup.
- Vòng 2 (vòng play-off): 16 đội (gồm 12 đội nhì bảng và 4 đội không nằm trong hai vị trí đầu bảng của vòng loại có thành tích tốt nhất tại các bảng đấu của UEFA Nations League 2024–25, dựa trên bảng xếp hạng tổng thể của Nations League) được chia làm bốn nhánh đấu, thi đấu hai vòng play-off theo thể thức loại trực tiếp một lượt trận (bán kết do đội được xếp hạt giống làm chủ nhà, và sau đó là chung kết với đội chủ nhà được xác định bàng bốc thăm). Bốn đội chiến thắng ở bốn nhánh đấu sẽ giành quyền tham dự World Cup.

## Lịch thi đấu
Dưới đây là lịch thi đấu của Vòng loại Giải vô địch bóng đá thế giới 2026 khu vực châu Âu. Các bảng năm đội (Bảng G–L) sẽ bắt đầu vào tháng 3 năm 2025, trong khi các bảng bốn đội (Bảng A–F) sẽ bắt đầu vào tháng 9 năm 2025.
| Vòng                   | Lượt trận   | Lượt trận    | Ngày thi đấu            |
| Vòng                   | Bảng A–F    | Bảng G–L     | Ngày thi đấu            |
| ---------------------- | ----------- | ------------ | ----------------------- |
| Vòng 1 (vòng bảng)     | —           | Lượt trận 1  | 21–22 tháng 3 năm 2025  |
| Vòng 1 (vòng bảng)     | —           | Lượt trận 2  | 24–25 tháng 3 năm 2025  |
| Vòng 1 (vòng bảng)     | —           | Lượt trận 3  | 6–7 tháng 6 năm 2025    |
| Vòng 1 (vòng bảng)     | —           | Lượt trận 4  | 9–10 tháng 6 năm 2025   |
| Vòng 1 (vòng bảng)     | Lượt trận 1 | Lượt trận 5  | 4–6 tháng 9 năm 2025    |
| Vòng 1 (vòng bảng)     | Lượt trận 2 | Lượt trận 6  | 7–9 tháng 9 năm 2025    |
| Vòng 1 (vòng bảng)     | Lượt trận 3 | Lượt trận 7  | 9–11 tháng 10 năm 2025  |
| Vòng 1 (vòng bảng)     | Lượt trận 4 | Lượt trận 8  | 12–14 tháng 10 năm 2025 |
| Vòng 1 (vòng bảng)     | Lượt trận 5 | Lượt trận 9  | 13–15 tháng 11 năm 2025 |
| Vòng 1 (vòng bảng)     | Lượt trận 6 | Lượt trận 10 | 16–18 tháng 11 năm 2025 |
| Vòng 2 (vòng play-off) | Bán kết     | Bán kết      | 26 tháng 3 năm 2026     |
| Vòng 2 (vòng play-off) | Chung kết   | Chung kết    | 31 tháng 3 năm 2026     |

## Bốc thăm
Lễ bốc thăm cho vòng đầu tiên (vòng bảng) được tổ chức vào lúc 12:00 CET ngày 13 tháng 12 năm 2024 tại trụ sở FIFA ở Zurich, Thụy Sĩ. Trong số 55 hiệp hội thành viên của UEFA, 54 đội tuyển nam quốc gia đã đăng ký tham dự vòng loại, ngoại trừ Nga đã bị đình chỉ tham dự các giải đấu của UEFA và FIFA sau cuộc xâm lược Ukraina của nước này.
| Đội                          | Hạng |
| ---------------------------- | ---- |
| Tây Ban Nha                  | 3    |
| Hà Lan                       | 7    |
| Pháp (Á quân World Cup 2022) | 2    |
| Croatia                      | 13   |
| Bồ Đào Nha                   | 6    |
| Đan Mạch                     | 21   |
| Ý                            | 9    |
| Đức                          | 10   |
| Anh                          | 4    |
| Bỉ                           | 8    |
| Thụy Sĩ                      | 20   |
| Áo                           | 22   |

| Đội        | Hạng |
| ---------- | ---- |
| Ukraina    | 25   |
| Thụy Điển  | 27   |
| Thổ Nhĩ Kỳ | 28   |
| Wales      | 29   |
| Hungary    | 30   |
| Serbia     | 32   |
| Ba Lan     | 35   |
| România    | 38   |
| Hy Lạp     | 39   |
| Slovakia   | 41   |
| Séc        | 42   |
| Na Uy      | 43   |

| Đội                  | Hạng |
| -------------------- | ---- |
| Scotland             | 45   |
| Slovenia             | 55   |
| Cộng hòa Ireland     | 60   |
| Albania              | 65   |
| Bắc Macedonia        | 67   |
| Gruzia               | 68   |
| Phần Lan             | 69   |
| Iceland              | 70   |
| Bắc Ireland          | 71   |
| Montenegro           | 73   |
| Bosna và Hercegovina | 74   |
| Israel               | 76   |

| Đội            | Hạng |
| -------------- | ---- |
| Bulgaria       | 82   |
| Luxembourg     | 92   |
| Belarus        | 98   |
| Kosovo         | 99   |
| Armenia        | 100  |
| Kazakhstan     | 110  |
| Azerbaijan     | 117  |
| Estonia        | 123  |
| Síp            | 130  |
| Quần đảo Faroe | 137  |
| Latvia         | 140  |
| Litva          | 142  |

| Đội           | Hạng |
| ------------- | ---- |
| Moldova       | 151  |
| Malta         | 169  |
| Andorra       | 171  |
| Gibraltar     | 197  |
| Liechtenstein | 204  |
| San Marino    | 210  |

| Đội | Hạng |
| --- | ---- |
| Nga | 34   |

## Vòng 1

### Bảng A
| VT | Đội         | ST | T | H | B | BT | BB | HS | Đ | Giành quyền tham dự |         | Đức     | Slovakia | Bắc Ireland | Luxembourg |
| -- | ----------- | -- | - | - | - | -- | -- | -- | - | ------------------- | ------- | ------- | -------- | ----------- | ---------- |
| 1  | Đức (X)     | 0  | 0 | 0 | 0 | 0  | 0  | 0  | 0 | FIFA World Cup 2026 |         | —       | 17 th11  | 7 th9       | 10 th10    |
| 2  | Slovakia    | 0  | 0 | 0 | 0 | 0  | 0  | 0  | 0 | Vòng 2              |         | 4 th9   | —        | 14 th11     | 13 th10    |
| 3  | Bắc Ireland | 0  | 0 | 0 | 0 | 0  | 0  | 0  | 0 |                     |         | 13 th10 | 10 th10  | —           | 17 th11    |
| 4  | Luxembourg  | 0  | 0 | 0 | 0 | 0  | 0  | 0  | 0 |                     | 14 th11 | 7 th9   | 4 th9    | —           |            |

### Bảng B
| VT | Đội       | ST | T | H | B | BT | BB | HS | Đ | Giành quyền tham dự |         | Thụy Sĩ | Thụy Điển | Slovenia | Kosovo  |
| -- | --------- | -- | - | - | - | -- | -- | -- | - | ------------------- | ------- | ------- | --------- | -------- | ------- |
| 1  | Thụy Sĩ   | 0  | 0 | 0 | 0 | 0  | 0  | 0  | 0 | FIFA World Cup 2026 |         | —       | 15 th11   | 8 th9    | 5 th9   |
| 2  | Thụy Điển | 0  | 0 | 0 | 0 | 0  | 0  | 0  | 0 | Vòng 2              |         | 10 th10 | —         | 18 th11  | 13 th10 |
| 3  | Slovenia  | 0  | 0 | 0 | 0 | 0  | 0  | 0  | 0 |                     |         | 13 th10 | 5 th9     | —        | 15 th11 |
| 4  | Kosovo    | 0  | 0 | 0 | 0 | 0  | 0  | 0  | 0 |                     | 18 th11 | 8 th9   | 10 th10   | —        |         |

### Bảng C
| VT | Đội      | ST | T | H | B | BT | BB | HS | Đ | Giành quyền tham dự |        | Đan Mạch | Hy Lạp  | Scotland | Belarus |
| -- | -------- | -- | - | - | - | -- | -- | -- | - | ------------------- | ------ | -------- | ------- | -------- | ------- |
| 1  | Đan Mạch | 0  | 0 | 0 | 0 | 0  | 0  | 0  | 0 | FIFA World Cup 2026 |        | —        | 12 th10 | 5 th9    | 15 th11 |
| 2  | Hy Lạp   | 0  | 0 | 0 | 0 | 0  | 0  | 0  | 0 | Vòng 2              |        | 8 th9    | —       | 15 th11  | 5 th9   |
| 3  | Scotland | 0  | 0 | 0 | 0 | 0  | 0  | 0  | 0 |                     |        | 18 th11  | 9 th10  | —        | 12 th10 |
| 4  | Belarus  | 0  | 0 | 0 | 0 | 0  | 0  | 0  | 0 |                     | 9 th10 | 18 th11  | 8 th9   | —        |         |

### Bảng D
| VT | Đội        | ST | T | H | B | BT | BB | HS | Đ | Giành quyền tham dự |         | Pháp    | Ukraina | Iceland | Azerbaijan |
| -- | ---------- | -- | - | - | - | -- | -- | -- | - | ------------------- | ------- | ------- | ------- | ------- | ---------- |
| 1  | Pháp (X)   | 0  | 0 | 0 | 0 | 0  | 0  | 0  | 0 | FIFA World Cup 2026 |         | —       | 13 th11 | 9 th9   | 10 th10    |
| 2  | Ukraina    | 0  | 0 | 0 | 0 | 0  | 0  | 0  | 0 | Vòng 2              |         | 5 th9   | —       | 16 th11 | 13 th10    |
| 3  | Iceland    | 0  | 0 | 0 | 0 | 0  | 0  | 0  | 0 |                     |         | 13 th10 | 10 th10 | —       | 5 th9      |
| 4  | Azerbaijan | 0  | 0 | 0 | 0 | 0  | 0  | 0  | 0 |                     | 16 th11 | 9 th9   | 13 th11 | —       |            |

### Bảng E
| VT | Đội             | ST | T | H | B | BT | BB | HS | Đ | Giành quyền tham dự |       | Tây Ban Nha | Thổ Nhĩ Kỳ | Gruzia  | Bulgaria |
| -- | --------------- | -- | - | - | - | -- | -- | -- | - | ------------------- | ----- | ----------- | ---------- | ------- | -------- |
| 1  | Tây Ban Nha (X) | 0  | 0 | 0 | 0 | 0  | 0  | 0  | 0 | FIFA World Cup 2026 |       | —           | 18 th11    | 11 th10 | 14 th10  |
| 2  | Thổ Nhĩ Kỳ      | 0  | 0 | 0 | 0 | 0  | 0  | 0  | 0 | Vòng 2              |       | 7 th9       | —          | 14 th10 | 15 th11  |
| 3  | Gruzia          | 0  | 0 | 0 | 0 | 0  | 0  | 0  | 0 |                     |       | 15 th11     | 4 th9      | —       | 7 th9    |
| 4  | Bulgaria        | 0  | 0 | 0 | 0 | 0  | 0  | 0  | 0 |                     | 4 th9 | 11 th10     | 18 th11    | —       |          |

### Bảng F
| VT | Đội              | ST | T | H | B | BT | BB | HS | Đ | Giành quyền tham dự |       | Bồ Đào Nha | Hungary | Cộng hòa Ireland | Armenia |
| -- | ---------------- | -- | - | - | - | -- | -- | -- | - | ------------------- | ----- | ---------- | ------- | ---------------- | ------- |
| 1  | Bồ Đào Nha (X)   | 0  | 0 | 0 | 0 | 0  | 0  | 0  | 0 | FIFA World Cup 2026 |       | —          | 14 th10 | 11 th10          | 16 th11 |
| 2  | Hungary          | 0  | 0 | 0 | 0 | 0  | 0  | 0  | 0 | Vòng 2              |       | 9 th9      | —       | 16 th11          | 11 th10 |
| 3  | Cộng hòa Ireland | 0  | 0 | 0 | 0 | 0  | 0  | 0  | 0 |                     |       | 13 th11    | 6 th9   | —                | 14 th10 |
| 4  | Armenia          | 0  | 0 | 0 | 0 | 0  | 0  | 0  | 0 |                     | 6 th9 | 13 th11    | 9 th9   | —                |         |

### Bảng G
| VT | Đội      | ST | T | H | B | BT | BB | HS  | Đ | Giành quyền tham dự |     | Phần Lan | Hà Lan  | Ba Lan | Litva   | Malta   |
| -- | -------- | -- | - | - | - | -- | -- | --- | - | ------------------- | --- | -------- | ------- | ------ | ------- | ------- |
| 1  | Phần Lan | 4  | 2 | 1 | 1 | 5  | 5  | 0   | 7 | FIFA World Cup 2026 |     | —        | 0–2     | 2–1    | 9 th10  | 14 th11 |
| 2  | Hà Lan   | 2  | 2 | 0 | 0 | 10 | 0  | +10 | 6 | Vòng 2              |     | 12 th10  | —       | 4 th9  | 17 th11 | 8–0     |
| 3  | Ba Lan   | 3  | 2 | 0 | 1 | 4  | 2  | +2  | 6 |                     |     | 7 th9    | 14 th11 | —      | 1–0     | 2–0     |
| 4  | Litva    | 3  | 0 | 2 | 1 | 2  | 3  | −1  | 2 |                     | 2–2 | 7 th9    | 12 th10 | —      | 4 th9   |         |
| 5  | Malta    | 4  | 0 | 1 | 3 | 0  | 11 | −11 | 1 |                     | 0–1 | 9 th10   | 17 th11 | 0–0    | —       |         |

### Bảng H
| VT | Đội                  | ST | T | H | B | BT | BB | HS  | Đ | Giành quyền tham dự |        | Bosna và Hercegovina | Áo      | România | Cộng hòa Síp | San Marino |
| -- | -------------------- | -- | - | - | - | -- | -- | --- | - | ------------------- | ------ | -------------------- | ------- | ------- | ------------ | ---------- |
| 1  | Bosna và Hercegovina | 3  | 3 | 0 | 0 | 4  | 1  | +3  | 9 | FIFA World Cup 2026 |        | —                    | 9 th9   | 15 th11 | 2–1          | 1–0        |
| 2  | Áo                   | 2  | 2 | 0 | 0 | 6  | 1  | +5  | 6 | Vòng 2              |        | 18 th11              | —       | 2–1     | 6 th9        | 9 th10     |
| 3  | România              | 4  | 2 | 0 | 2 | 8  | 4  | +4  | 6 |                     |        | 0–1                  | 12 th10 | —       | 2–0          | 18 th11    |
| 4  | Síp                  | 3  | 1 | 0 | 2 | 3  | 4  | −1  | 3 |                     | 9 th10 | 15 th11              | 9 th9   | —       | 2–0          |            |
| 5  | San Marino           | 4  | 0 | 0 | 4 | 1  | 12 | −11 | 0 |                     | 6 th9  | 0–4                  | 1–5     | 12 th10 | —            |            |

### Bảng I
| VT | Đội     | ST | T | H | B | BT | BB | HS  | Đ  | Giành quyền tham dự |     | Na Uy   | Israel  | Ý     | Estonia | Moldova |
| -- | ------- | -- | - | - | - | -- | -- | --- | -- | ------------------- | --- | ------- | ------- | ----- | ------- | ------- |
| 1  | Na Uy   | 4  | 4 | 0 | 0 | 13 | 2  | +11 | 12 | FIFA World Cup 2026 |     | —       | 11 th10 | 3–0   | 13 th11 | 9 th9   |
| 2  | Israel  | 3  | 2 | 0 | 1 | 7  | 6  | +1  | 6  | Vòng 2              |     | 2–4     | —       | 8 th9 | 2–1     | 16 th11 |
| 3  | Ý       | 2  | 1 | 0 | 1 | 2  | 3  | −1  | 3  |                     |     | 16 th11 | 14 th10 | —     | 5 th9   | 2–0     |
| 4  | Estonia | 4  | 1 | 0 | 3 | 5  | 8  | −3  | 3  |                     | 0–1 | 1–3     | 11 th10 | —     | 14 th10 |         |
| 5  | Moldova | 3  | 0 | 0 | 3 | 2  | 10 | −8  | 0  |                     | 0–5 | 5 th9   | 13 th11 | 2–3   | —       |         |

### Bảng J
| VT | Đội           | ST | T | H | B | BT | BB | HS | Đ | Giành quyền tham dự |     | Bắc Macedonia | Wales   | Bỉ      | Kazakhstan | Liechtenstein |
| -- | ------------- | -- | - | - | - | -- | -- | -- | - | ------------------- | --- | ------------- | ------- | ------- | ---------- | ------------- |
| 1  | Bắc Macedonia | 4  | 2 | 2 | 0 | 6  | 2  | +4 | 8 | FIFA World Cup 2026 |     | —             | 1–1     | 1–1     | 13 th10    | 7 th9         |
| 2  | Wales         | 4  | 2 | 1 | 1 | 10 | 6  | +4 | 7 | Vòng 2              |     | 18 th11       | —       | 13 th10 | 3–1        | 3–0           |
| 3  | Bỉ            | 2  | 1 | 1 | 0 | 5  | 4  | +1 | 4 |                     |     | 10 th10       | 4–3     | —       | 7 th9      | 18 th11       |
| 4  | Kazakhstan    | 3  | 1 | 0 | 2 | 3  | 4  | −1 | 3 |                     | 0–1 | 4 th9         | 15 th11 | —       | 10 th10    |               |
| 5  | Liechtenstein | 3  | 0 | 0 | 3 | 0  | 8  | −8 | 0 |                     | 0–3 | 15 th11       | 4 th9   | 0–2     | —          |               |

### Bảng K
| VT | Đội     | ST | T | H | B | BT | BB | HS | Đ | Giành quyền tham dự |         | Anh     | Albania | Serbia  | Latvia  | Andorra |
| -- | ------- | -- | - | - | - | -- | -- | -- | - | ------------------- | ------- | ------- | ------- | ------- | ------- | ------- |
| 1  | Anh     | 3  | 3 | 0 | 0 | 6  | 0  | +6 | 9 | FIFA World Cup 2026 |         | —       | 2–0     | 13 th11 | 3–0     | 6 th9   |
| 2  | Albania | 4  | 1 | 2 | 1 | 4  | 3  | +1 | 5 | Vòng 2              |         | 16 th11 | —       | 0–0     | 9 th9   | 3–0     |
| 3  | Serbia  | 2  | 1 | 1 | 0 | 3  | 0  | +3 | 4 |                     |         | 9 th9   | 11 th10 | —       | 16 th11 | 3–0     |
| 4  | Latvia  | 3  | 1 | 1 | 1 | 2  | 4  | −2 | 4 |                     | 14 th10 | 1–1     | 6 th9   | —       | 11 th10 |         |
| 5  | Andorra | 4  | 0 | 0 | 4 | 0  | 8  | −8 | 0 |                     | 0–1     | 13 th11 | 14 th10 | 0–1     | —       |         |

### Bảng L
| VT | Đội            | ST | T | H | B | BT | BB | HS  | Đ | Giành quyền tham dự |         | Séc   | Croatia | Montenegro | Quần đảo Faroe | Gibraltar |
| -- | -------------- | -- | - | - | - | -- | -- | --- | - | ------------------- | ------- | ----- | ------- | ---------- | -------------- | --------- |
| 1  | Séc            | 4  | 3 | 0 | 1 | 9  | 6  | +3  | 9 | FIFA World Cup 2026 |         | —     | 9 th10  | 2–0        | 2–1            | 17 th11   |
| 2  | Croatia        | 2  | 2 | 0 | 0 | 12 | 1  | +11 | 6 | Vòng 2              |         | 5–1   | —       | 8 th9      | 14 th11        | 12 th10   |
| 3  | Montenegro     | 3  | 2 | 0 | 1 | 4  | 3  | +1  | 6 |                     |         | 5 th9 | 17 th11 | —          | 1–0            | 3–1       |
| 4  | Quần đảo Faroe | 3  | 1 | 0 | 2 | 3  | 4  | −1  | 3 |                     | 12 th10 | 5 th9 | 9 th10  | —          | 2–1            |           |
| 5  | Gibraltar      | 4  | 0 | 0 | 4 | 2  | 16 | −14 | 0 |                     | 0–4     | 0–7   | 14 th11 | 8 th9      | —              |           |

## Cầu thủ ghi bàn
Đang có 141 bàn thắng ghi được trong 48 trận đấu, trung bình 2.94 bàn thắng mỗi trận đấu (tính đến ngày 10 tháng 6 năm 2025).
4 bàn
- Andrej Kramarić
- Patrik Schick
- Erling Haaland

3 bàn
- Harry Kane
- Memphis Depay
- Alexander Sørloth
- Aleksandar Mitrović

2 bàn
- Rey Manaj
- Karol Świderski
- Bojan Miovski
- Aleksandar Trajkovski
- Ante Budimir
- Franjo Ivanović
- Ivan Perišić
- Mattias Käit
- Donyell Malen
- Mohammad Abu Fani
- Dan Biton
- Joel Pohjanpalo
- Florin Tănase
- Ioannis Pittas
- Harry Wilson
- Marko Arnautović
- Michael Gregoritsch

Dưới đây là danh sách cầu thủ ghi bàn đầy đủ cho mỗi bảng đấu:
- Bảng A
- Bảng B
- Bảng C
- Bảng D
- Bảng E
- Bảng F
- Bảng G
- Bảng H
- Bảng I
- Bảng J
- Bảng K
- Bảng L